# Kệ chứa hàng

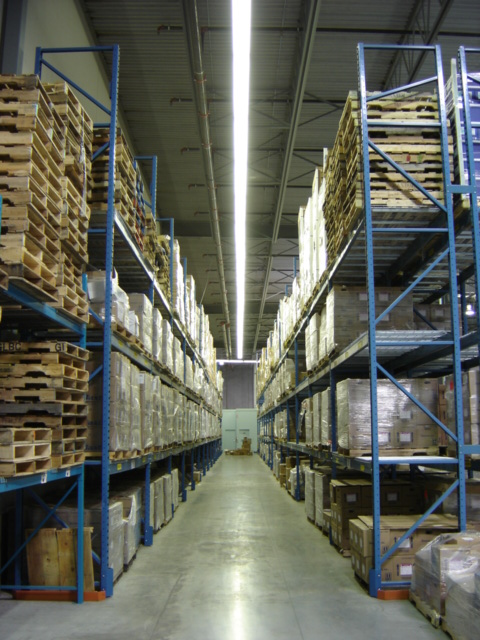
Một kệ chứa hàng

Kệ chứa hàng (hay còn gọi là khung để hàng hoặc kệ để hàng) là vật dụng để nâng, đỡ và chứa hàng hóa. Kệ chứa hàng gồm nhiều loại đa dạng về tải trọng và kiểu dáng nên được sử dụng phổ biến trong nhà kho tất cả các ngành nghề.
Kệ tải trọng nặng là loại kệ chứa hàng được thiết kế nhiều tầng chứa pallet hàng hóa nặng với tải trọng trên 800 kg/tầng. Loại kệ này được sử dụng phổ biến trong kho hàng của nhiều ngành công nghiệp.
Kệ tải trung bình là loại kệ chứa hàng được thiết kế nhiều tầng hàng chứa hàng, mỗi tầng được ngăn bới mâm tole hoặc ván ép. Loại kệ này phù hợp với việc lưu trữ hàng hóa có tải trọng trung bình, tải trọng phù hợp từ 300–700 kg/tầng tương ứng với chiều dài kệ từ 1m-2,5m. Thích hợp cho việc lưu trữ nhiều chủng loại hàng hóa.
Kệ tải trọng nhẹ là loại kệ chứa hàng được thiết kế nhiều tầng chứa hàng, mỗi tầng được ngăn bới mâm tole, mica, ván ép, ván okal,...Loại kệ này phù hợp với việc lưu trữ hàng hóa có tải trọng nhẹ, tải trọng phù hợp dưới 200 kg/tầng. Loại kệ này được sử dụng rộng rãi trong các nhu cầu lưu trữ hàng hóa như: lưu trữ hồ sơ văn phòng, lưu trữ phụ tùng nhà kho, lưu giữ vật dụng gia đình, trưng bày hàng hóa.
Kệ tay đỡ là loại kệ chứa hàng được thiết kế cho phép chứa các sản phẩm có kích thước dài một cách hiệu quả và tiết kiệm thời gian. 
Kệ sàn (sàn kệ) là một giải pháp lưu trữ phổ biến trong hệ thống kho chứa hàng. Hệ thống này phù hợp với những mặt bằng nhà xưởng, kho bãi chứa hàng còn rất hạn hẹp. Việc tận dụng không gian xây dựng hệ thống kệ sàn công nghiệp vừa có thể làm văn phòng, vừa làm nhà kho.